# Nāḩiyat Sharān
Nāḩiyat Sharān (arabiska: ناحية شران) är ett subdistrikt i Syrien.   Det ligger i provinsen Aleppo, i den nordvästra delen av landet, 400 km norr om huvudstaden Damaskus.
Omgivningarna runt Nāḩiyat Sharān är i huvudsak ett öppet busklandskap. Runt Nāḩiyat Sharān är det ganska tätbefolkat, med 86 invånare per kvadratkilometer.